# Мелен, Феррит
Феррит Сади Мелен (тур. Ferit Melen; 2 ноября 1906, Ван, Османская империя — 3 сентября 1988, Анкара, Турция) — турецкий политический, государственный и общественный деятель. Премьер-министр Турции (1972—1973).
Министр финансов Турции (1962—1965). Министр национальной обороны Турции (1971—1972 и 1975—1977).
Депутат Великого национального собрания Турции трёх созывов (1950—1954, 1957—1960, 1983—1987). Сенатор, финансист.

## Биография
В 1931 году окончил Школу политических наук Университета Анкары. Получил научную степень в области финансов. После его окончания поступил на государственную службу и был отправлен на стажировку в Париж в Министерство финансов. Через год вернулся на родину и работал инспектором в Министерстве финансов Турции. В 1943 году был назначен генеральным директором одного из департаментов министерства.
С 1950 года — член парламента Турции от Республиканской народной партии.
В мае 1967 вышел из партии и стал одним из соучредителей GP «Güven Partisi» («Партии опоры»), которая позже была переименована в Республиканскую партию доверия.
Занимал пост министра национальной обороны в двух кабинетах Нихата Эрима (1971—1972 и 1975—1977). После отставки Нихата Эрима был назначен премьер-министром одобренного военными коалиционного правительства (1972—1973).

## Память
Его именем назван аэропорт города Ван.